# Halina Aszkiełowicz
Halina Aszkiełowicz (Wojno) (Słupsk, 4 de fevereiro de 1947 - 22 de junho de 2018) foi uma ex-jogadora de voleibol da Polônia que competiu nos Jogos Olímpicos de 1968.

## Carreira
Em 1968, ela fez parte da equipe polonesa que conquistou a medalha de bronze no torneio olímpico, no qual atuou em sete partidas.
Morreu em 22 de 2018, aos 71 anos.